# Rio Făget (Izvorul Alb)
O Rio Făget é um rio da Romênia, afluente do Izvorul Alb, localizado no distrito de Bacău.